# Haderslev Fjord
Haderslev Fjord är en 15 kilometer lång, smal fjord i södra Jylland i Danmark. Den går från Lilla Bält till Haderslev och är endast 2,5 meter djup med undantag för en muddrad farled som är 6 meter djup. I botten av fjorden ligger Haderslev Dam.
I fjordmynningen finns rester av två pålspärrar av ek, Æ Lei och Margrethebro, som är  dendrokronologiskt daterade till järnåldern omkring 400 e.Kr.
Haderslev Fjord var tidigare både bredare och djupare och på 1200-talet uppfördes kungaborgen Haderslevhus i botten av fjorden. Den revs på 1500-talet och ersattes av Hans den äldres renässansslott Hansborg. Slottet brann 1644 och 1979 grävdes delar av grunden ut.